# Fórmula de Faulhaber
En matemàtiques, la fórmula de Faulhaber, en honor de Johann Faulhaber, expressa la suma de les potències dels primers n nombres naturals
{\displaystyle \sum _{k=1}^{n}k^{p}=1^{p}+2^{p}+3^{p}+\cdots +n^{p}}
com un polinomi en n de grau {\displaystyle (p+1)}, els coeficients dels quals es construeixen a partir dels nombres de Bernoulli. La fórmula és la següent:
{\displaystyle \sum _{k=1}^{n}k^{p}={1 \over p+1}\sum _{j=0}^{p}{p+1 \choose j}B_{j}n^{p+1-j}\qquad \left({\mbox{ amb }}B_{1}=+{1 \over 2}{\mbox{ en comptes de }}-{1 \over 2}\right)}
Faulhaber mai no va conèixer aquesta fórmula general; el que sí que va conèixer van ser almenys els primers 17 casos i el fet que, si l'exponent és senar, llavors la suma és una funció polinòmica de la suma al cas especial en què l'exponent sigui 1. També va fer algunes generalitzacions (vegeu Knuth).
La demostració de la fórmula de Faulhaber es pot trobar a The Book of Numbers de John Horton Conway i Richard Guy.

## Els primers casos
{\displaystyle 1+2+3+\cdots +n={n(n+1) \over 2}={n^{2}+n \over 2}}
{\displaystyle 1^{2}+2^{2}+3^{2}+\cdots +n^{2}={n(n+1)(2n+1) \over 6}={2n^{3}+3n^{2}+n \over 6}}
{\displaystyle 1^{3}+2^{3}+3^{3}+\cdots +n^{3}=\left({n^{2}+n \over 2}\right)^{2}={n^{4}+2n^{3}+n^{2} \over 4}}
{\displaystyle 1^{4}+2^{4}+3^{4}+\cdots +n^{4}={6n^{5}+15n^{4}+10n^{3}-n \over 30}}
{\displaystyle 1^{5}+2^{5}+3^{5}+\cdots +n^{5}={2n^{6}+6n^{5}+5n^{4}-n^{2} \over 12}}
{\displaystyle 1^{6}+2^{6}+3^{6}+\cdots +n^{6}={6n^{7}+21n^{6}+21N^{5}-7n^{3}+n \over 42}}

## Forma alternativa
Si l'índex de suma de la sèrie va des d'1 fins a {\displaystyle n-1} en comptes d'anar des d'1 fins a n, aquestes fórmules són modificades de tal manera que l'únic canvi és que es pren {\displaystyle B_{1}=-1/2} en comptes de +1/2 (és a dir, en aquest cas, en la fórmula només hi intervenen nombres de Bernoulli). Així, el segon terme de major ordre en tots els resultats anteriors canvia el símbol de suma pel de diferència.

## Relació amb els polinomis de Bernoulli
La fórmula de Faulhaber es pot escriure en funció dels polinomis de Bernoulli així:
{\displaystyle \sum _{k=1}^{n}k^{p}={\frac {B_{p+1}(n+1)-B_{p+1}(1)}{p+1}},\quad }

## Forma llindar
Al càlcul llindar clàssic, es tracta formalment als índexs j en una seqüència {\displaystyle B_{j}} com si aquests fossin exponents. Fent això, es pot aplicar el teorema del binomi i obtenir:
{\displaystyle \sum _{k=1}^{n}k^{p}={1 \over p+1}\sum _{j=0}^{p}{p+1 \choose j}B_{j}n^{p+1-j}={1 \over p+1}\sum _{j=0}^{p}{p+1 \choose j}B^{j}n^{p+1-j}}
{\displaystyle ={(B+n)^{p+1}-B^{p+1} \over p+1}.}
En el càlcul llindar modern, es construeix el funcional lineal T a l'espai vectorial de polinomis en una variable b donada per:
{\displaystyle T(b^{j})=B_{j}.\,}
Llavors s'obté
{\displaystyle \sum _{k=1}^{n}k^{p}={1 \over p+1}\sum _{j=0}^{p}{p+1 \choose j}B_{j}n^{p+1-j}={1 \over p+1}\sum _{j=0}^{p}{p+1 \choose j}T(b^{j})n^{p+1-j}}
{\displaystyle ={1 \over p+1}T\left(\sum _{j=0}^{p}{p+1 \choose j}b^{j}n^{p+1-j}\right)=T\left({(b+n)^{p+1}-b^{p+1} \over p+1}\right).}

## Polinomis de Faulhaber
Faulhaber va observar que, si  p  és senar, llavors
{\displaystyle 1^{p}+2^{p}+3^{p}+\cdots +n^{p}\,}
és un polinomi en  a , on  a  és la suma dels  n  primers naturals:
{\displaystyle a=1+2+3+\cdots +n.\,}
En particular es té:
{\displaystyle 1^{3}+2^{3}+3^{3}+\cdots +n^{3}=a^{2}\,}
{\displaystyle 1^{5}+2^{5}+3^{5}+\cdots +n^{5}={4a^{3}-a^{2} \over 3}}
{\displaystyle 1^{7}+2^{7}+3^{7}+\cdots +n^{7}={12a^{4}-8a^{3}+2a^{2} \over 6}}
{\displaystyle 1^{9}+2^{9}+3^{9}+\cdots +n^{9}={16a^{5}-20a^{4}+12a^{3}-3a^{2} \over 5}}
{\displaystyle 1^{11}+2^{11}+3^{11}+\cdots +n^{11}={32a^{6}-64a^{5}+68a^{4}-40a^{3}+5a^{2} \over 6}}
La primera d'aquestes identitats és el teorema de Nicomachus. Alguns autors anomenen els polinomis de la dreta d'aquestes identitats "polinomis de Faulhaber en a".

## Mètode matricial
Exemple amb matrius de 7x7 fàcilment generalitzables tenint en compte el triangle de Pascal
{\displaystyle {\begin{pmatrix}1&0&0&0&0&0&0\\-1&2&0&0&0&0&0\\1&-3&3&0&0&0&0\\-1&4&-6&4&0&0&0\\1&-5&10&-10&5&0&0\\-1&6&-15&20&-15&6&0\\1&-7&21&-35&35&-21&7\\\end{pmatrix}}^{-1}={\begin{pmatrix}1&0&0&0&0&0&0\\{1 \over 2}&{1 \over 2}&0&0&0&0&0\\{1 \over 6}&{1 \over 2}&{1 \over 3}&0&0&0&0\\0&{1 \over 4}&{1 \over 2}&{1 \over 4}&0&0&0\\{-{1 \over 30}}&0&{1 \over 3}&{1 \over 2}&{1 \over 5}&0&0\\0&{-{1 \over 12}}&0&{5 \over 12}&{1 \over 2}&{1 \over 6}&0\\{1 \over 42}&0&{-{1 \over 6}}&0&{1 \over 2}&{1 \over 2}&{1 \over 7}\end{pmatrix}}}.
{\displaystyle {\begin{pmatrix}\sum _{k=1}^{n}k^{0}\\\sum _{k=1}^{n}k^{1}\\\sum _{k=1}^{n}k^{2}\\\sum _{k=1}^{n}k^{3}\\\sum _{k=1}^{n}k^{4}\\\sum _{k=1}^{n}k^{5}\\\sum _{k=1}^{n}k^{6}\end{pmatrix}}={\begin{pmatrix}1&0&0&0&0&0&0\\{1 \over 2}&{1 \over 2}&0&0&0&0&0\\{1 \over 6}&{1 \over 2}&{1 \over 3}&0&0&0&0\\0&{1 \over 4}&{1 \over 2}&{1 \over 4}&0&0&0\\{-{1 \over 30}}&0&{1 \over 3}&{1 \over 2}&{1 \over 5}&0&0\\0&{-{1 \over 12}}&0&{5 \over 12}&{1 \over 2}&{1 \over 6}&0\\{1 \over 42}&0&{-{1 \over 6}}&0&{1 \over 2}&{1 \over 2}&{1 \over 7}\end{pmatrix}}{\begin{pmatrix}n\\n^{2}\\n^{3}\\n^{4}\\n^{5}\\n^{6}\\n^{7}\end{pmatrix}}={\begin{pmatrix}n\\{1 \over 2}n+{1 \over 2}n^{2}\\{1 \over 6}n+{1 \over 2}n^{2}+{1 \over 3}n^{3}\\{1 \over 4}n^{2}+{1 \over 2}n^{3}+{1 \over 4}n^{4}\\{-{1 \over 30}}n+{1 \over 3}n^{3}+{1 \over 2}n^{4}+{1 \over 5}n^{5}\\{-{1 \over 12}}n^{2}+{5 \over 12}n^{4}+{1 \over 2}n^{5}+{1 \over 6}n^{6}\\{1 \over 42}n{-{1 \over 6}}n^{3}+{1 \over 2}n^{5}+{1 \over 2}n^{6}+{1 \over 7}n^{7}\end{pmatrix}}}